# كادزكي ساواد
كادْزُكي ساوادَ (باليابانية: 澤田 和樹) (5 يونيو 1982 في آيتشي في اليابان – )؛ هو لاعب كرة قدم ياباني سابق كان يلعب كحارس مرمى.

## روابط خارجية
- كادزكي ساواد على موقع رابطة كرة القدم اليابانية للمحترفين (اليابانية)